# Ohrfleck-Röhrenaal
Der Ohrfleck-Röhrenaal (Heteroconger hassi) ist ein Salzwasserfisch. Er gehört zur Familie der Meeraale (Congridae) und ist eine Art aus der Ordnung der Aalartigen (Anguilliformes).

## Wissenschaftlicher Name
Im Jahr 1959 wurde der Ohrfleck-Röhrenaal von den Biologen Wolfgang Klausewitz und Irenäus Eibl-Eibesfeldt nach dem österreichischen Zoologen, Meeresforscher und Taucher Hans Hass und seinem Forschungsschiff Xarifa zunächst Xarifania hassi benannt. Später erfolgte die wissenschaftliche Umbenennung in Heteroconger hassi.

## Merkmale
Der Ohrfleck-Röhrenaal ist ein Fisch, der eine maximale Länge von 40 Zentimetern erreichen kann. Sein Körper ist dünn, mit einem kreisförmigen Querschnitt von durchschnittlich 14 Millimeter Durchmesser. Der Kopf mit dem gleichen Durchmesser wie der Körper wirkt verkürzt, weil das relativ große Maul dicht an den ebenfalls großen Augen liegt. Die Nasenlöcher sind klein und befinden sich in der Mitte der Oberlippe.
Der Körper ist weiß und mit vielen kleinen schwarzen Flecken bedeckt. Der Ohrfleck-Röhrenaal hat drei größere markante schwarze Flecken, jeweils einen an der Kiemenöffnung, am zentralen Teil des Körpers und im Bereich des Anus. Die heranwachsenden Exemplare dieser Art haben einen sehr dünnen schwarzen Körper.

## Verbreitung und Lebensweise
Der Ohrfleck-Röhrenaal ist in den tropischen und subtropischen Gewässern des Indopazifik, von den Ostküsten Afrikas einschließlich des Roten Meeres bis Polynesien und südlich von Japan bis Neukaledonien, weit verbreitet. Er lebt ausschließlich in unterschiedlich großen Kolonien auf sandigen Böden, die Strömungen ausgesetzt sind, in Tiefen von 15 bis 45 Meter. Der Ohrfleck-Röhrenaal gräbt sich im Sand des Meeresbodens einen senkrechten Bau. Die Wände des Baues werden durch ein Sekret aus seiner Schwanzdrüse stabilisiert. Er verbirgt etwa zwei Drittel seines Körpers in diesem Bau. Mit dem außerhalb des Baues sichtbaren Körper richtet er sein Maul zur Unterwasserströmung hin aus, um vorbeitreibende Nahrung zu fangen. Der Ohrfleck-Röhrenaal ernährt sich von Zooplankton. Wie bei anderen Heteroconger-Arten verlassen Individuen selten ihren Bau. Zur Paarung bewegen sie sich durch den Sand näher an den Partner heran, bis ein Kontakt möglich ist. Befruchtete Eier und Jungtiere haben eine planktonische Phase, bevor sie eine ausreichende Größe erreichen, um im Substrat zu leben.